# MCH Arena
El MCH Arena (entre 2004 y 2009 nombrado SAS Arena) es un estadio multiusos situado en la ciudad de Herning, Dinamarca. El estadio inaugurado en 2004 posee una capacidad de 11 800 asientos, y es propiedad del FC Midtjylland club que disputa la Superliga danesa.
El estadio es propiedad de Messecenter Herning. La construcción comenzó el 2 de abril de 2003, y el estadio se inauguró el 27 de marzo de 2004. El costo total de la construcción ascendió a 93 millones de coronas danesas, cumple además con todas las reglas para la disputa de partidos internacionales organizados por la UEFA.
Fue una de las cuatro sedes de la Eurocopa Sub-21 de 2011, torneo en que albergó tres partidos del Grupo B y una semifinal. Durante la competencia, fue conocido como Herning Stadion.
Entre 2022 y 2024 se llevó a cabo la primera gran ampliación del estadio. Se añadió a la tribuna este un pabellón de tres plantas con una zona VIP y palcos. Se crearon dos filas de palcos de cristal por encima de los asientos habituales de los espectadores y se elevó el techo de esta tribuna.

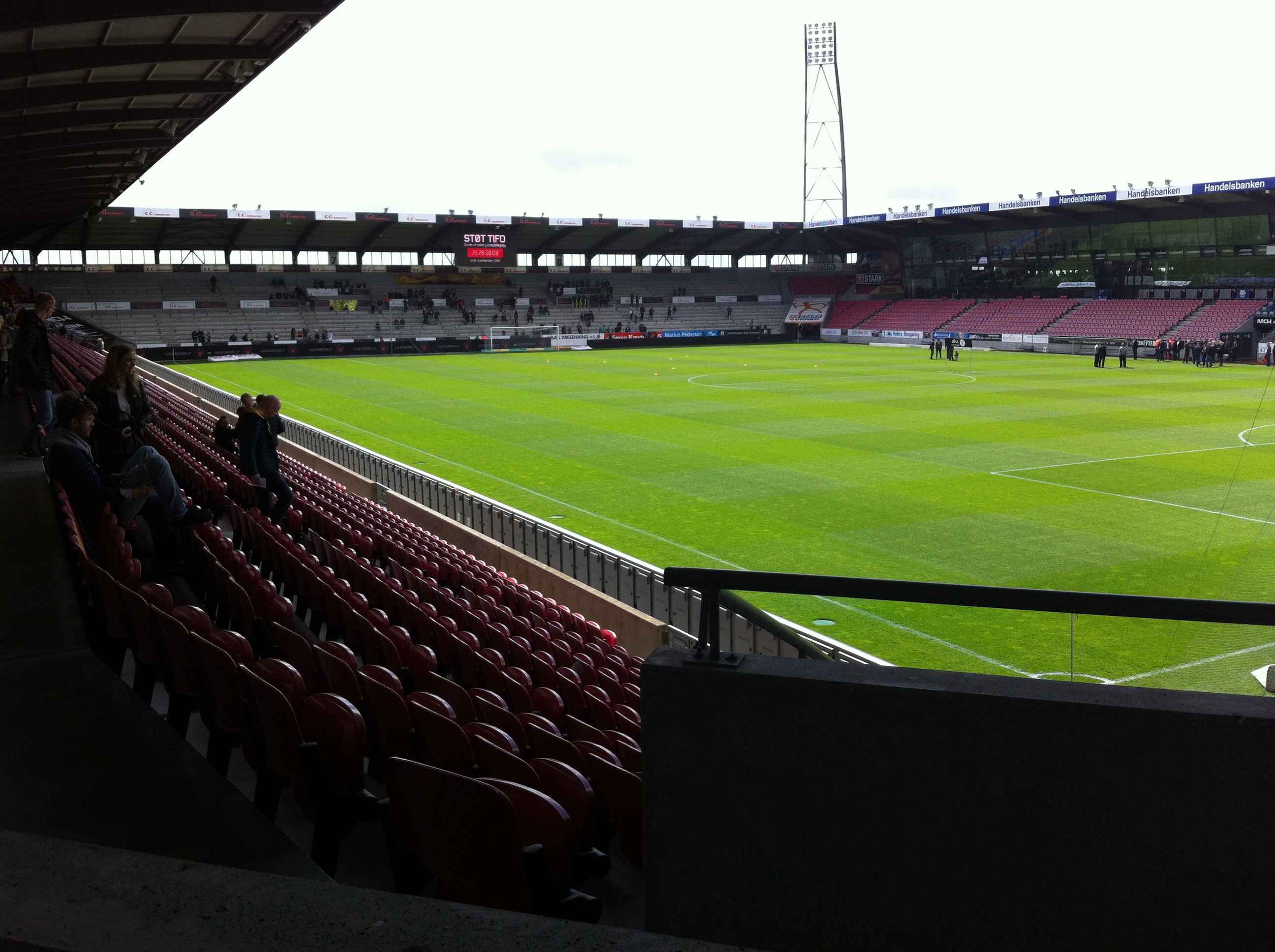